# Sotto le ciglia chissà
Sotto le ciglia chissà. I diari è un libro postumo tratto dalle note del cantautore Fabrizio De André.
Il testo è una raccolta di citazioni tratte da vari appunti personali del cantautore, raccolti durante il corso della sua vita, molti dei quali inediti.

## Storia editoriale
Il volume è stato pubblicato nel 2016 da Mondadori e curato dalla Fondazione De André.